# Manuel Sánchez López
Manuel Sánchez López (Cordova, 13 settembre 1988) è un calciatore spagnolo, centrocampista del St Joseph's.